# Rapper’s Delight (Album)
Rapper’s Delight ist das bislang einzige unter eigenem Namen veröffentlichte Album der Berliner Hip-Hop-Produzentin Melbeatz. Es erschien am 7. Juni 2004 bei dem Label Optik Records. Die einzelnen Aufnahmen für die 17 Musikstücke und fünf Skits fanden sowohl in Frankfurt und Berlin, als auch in New York statt. Rapper’s Delight erreichte Platz 32 in den deutschen Albumcharts. Textlich sind die meisten Lieder auf Rapper’s Delight dem Battle-Rap zuzuordnen. Am 26. April 2004 wurde als Vorabsingle das Lied OK! ausgekoppelt, auf der Kool Savas und Samy Deluxe vertreten sind.

## Hintergrund

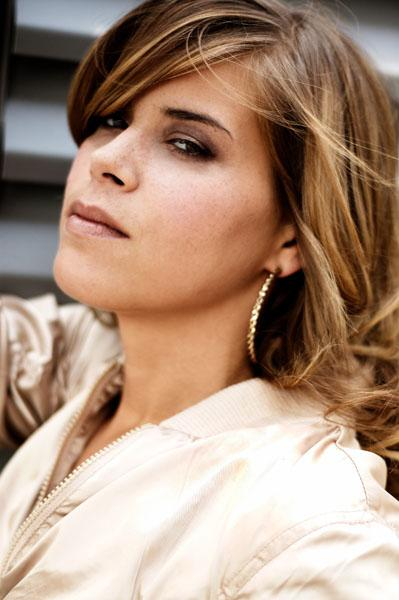
Melbeatz

Seit Ende 1996 ist Melbeatz als Produzentin im Musikgeschäft im Bereich Hip-Hop tätig. Im Jahr 2002 produzierte sie im Alleingang das Debütalbum Der beste Tag meines Lebens von Kool Savas. Für die Künstler, der im gleichen Jahr von ihr mitgegründeten Plattenfirma Optik Records, hatte sie ebenfalls Musik produziert. Unter anderem war dies die König von Deutschland, die Debütsingle von Eko Fresh.
Anfang 1997 hatte Melbeatz die Idee, ein eigenes Album zu produzieren. Es kamen jedoch unterschiedliche Projekte dazwischen und die Produktion des Albums verzögerte sich um mehrere Jahre. Da Melbeatz innerhalb des deutschsprachigen Raum bislang die einzige weibliche Produzentin im Genre Hip-Hop ist, wird ihr oftmals das Attribut „Queen of Beats“ in der Hip-Hop-Szene verliehen.
Ende 2003 sollte sie das Debütalbum von Valezka produzieren, jedoch verließ diese zusammen mit Eko Fresh das Label Optik Records. Daraufhin wurde Melbeatz von ihrem Artists and Repertoire ermuntert, ein eigenes Album herauszubringen. Nachdem sie einen finanziellen Vorschuss erhalten hatte, flog sie nach New York, um passende Gäste für die CD zusammenzusuchen. Sie wollte möglichst viele Leute unterschiedlicher Couleur vereinigen. Aus Deutschland konnte sie fast alle Künstler, die sie auf ihrem Album featuren wollte, von einer Mitarbeit überzeugen.
Eigenen Angaben zufolge gestaltete sich die Suche nach einem passenden Namen für die CD am schwierigsten. Von ihrem damaligen Lebensgefährten Kool Savas kam die Anregung What’s really Good als Titel zu wählen, jedoch war ihr diese Formulierung nicht zeitlos genug. Melbeatz wollte selbst einen passender Titel kreieren, zumal Savas an den Arbeiten zum Album beteiligt war. Zwischenzeitlichen überlegte sie sich noch weitere Titel, darunter Highway to Mel (eine Anspielung auf das Lied Highway to Hell von AC/DC).
Als ihr der Titelname Rapper’s Delight einfiel, empfand sie ihn sehr passend für ihr Album, da es den Gästen eine Freude machen sollte, zu ihren Beats zu rappen, sowie gut zur restlichen Gestaltung des Covers passte. Gleichzeitig sollte er auch eine Hommage an Rapper’s Delight von der Sugarhill Gang sein, der als erster Hip-Hop-Song aller Zeiten gilt.

## Titelliste
1. J-Luv & Kool Savas: Intro – 1:45
2. Check it out FM (Skit) – 0:26
3. Kool Savas & Samy Deluxe: OK! – 3:46
4. Kanye West: Oh Oh – 3:11
5. Prodigy (of Mobb Depp) & Godfather Pt. III: Don’t Do It – 3:09
6. Xavier Naidoo: Dieses Mal (Sommer unseres Lebens) – 5:24
7. Vorstadtpoeten (Skit) – 1:49
8. Afrob & Autodidakt: Real recognize Real – 3:00
9. Havoc (of Mobb Deep), Chinky & Read: Hollow Tips – 3:11
10. M.E.L. (Skit) – 0:09
11. Optik Army (Kool Savas, Amar, SD, Ercandize & Caput): Killa – 4:23
12. Mieze (von Mia) & Eizi Eiz (Beginner): Mel + Eiz Air – 4:28
13. Dirt McGirt aka Ol’ Dirty Bastard & Thirstin Howl: Dirty and Thirsty – 3:31
14. Malakas (Skit) – 1:20
15. Italo Reno, Germany & Olli Banjo: Kein Wort – 3:35
16. Tha Liks & Kool Savas: Mind, Body & Soul – 3:36
17. Tone & Xavier Naidoo: 2. Bildungsweg – 4:13
18. R&B (Skit) – 0:10
19. Cassandra Steen & Curse: Mehr von dir – 3:57
20. Shells & Graph: Over the Top 2:37
21. Illmat!c: Outro – 2:48
22. U know! (Skit) – 0:11

## Gastbeiträge

### Nationale Gäste

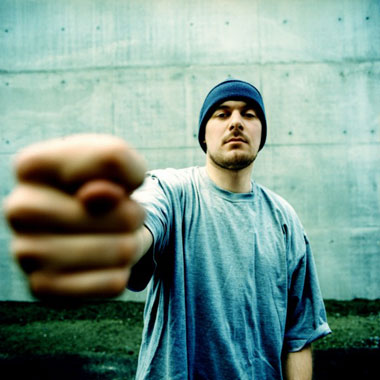
Kool Savas

Kool Savas ist mit insgesamt vier Gastbeiträgen – Intro, OK!, Killa und Mind, Body & Soul – von allen musikalischen Gästen am häufigsten vertreten. Auf Killa rappt er gemeinsam mit Amar, SD, Ercandize und Caput unter dem Namen Optik Army. Vereinzelt sind auch Interpreten außerhalb des Genres Hip-Hop zu hören, beispielsweise die MIA.-Sängerin Mieze Katz (Elektro-Punk) sowie Xavier Naidoo, J-Luv und Cassandra Steen, die im Bereich Soul aktiv sind.
Das Duett Mel & Eiz Air von Jan Delay und MIA.-Sängerin Mieze kam zustande, weil Delay eine Zusammenarbeit mit einem anderen Künstler haben wollte. Jan Delay tritt bei der Kollaboration unter seinem Alternativnamen „Eizi Eiz“ auf, obwohl er diesen Namen in der Regel nur in Zusammenhang mit seiner Band Beginner verwendet und Mel & Eiz Air vom Musikstil her eher mit seinen Soloaktivitäten vergleichbar ist.
Ein weiteres Duett ist Mehr von dir mit Curse und Cassandra Steen. Es wurde bereits einige Jahre zuvor aufgenommen, jedoch mit einer anderen Sängerin. Da Melbeatz das Stück sowie die Rapeinlagen von Curse gefiel, entschloss sie sich, es mit auf das Album zu nehmen. Die Gesangsparts wurden durch Cassandra Steen ersetzt. Der ursprünglich geplante Remix, der als zweite Single-Auskopplung nach OK! erscheinen sollte, konnte nicht realisiert werden.

### Internationale Gäste
Die Zusammenarbeit mit US-amerikanischen Gastrappern kam durch einen Aufenthalt von Melbeatz in New York City zustande, weil sie sich dort mit Personen traf, die die Kontakte zu den einzelnen Künstlern herstellen konnten. Darunter befinden sich unter anderem Kanye West, Ol’ Dirty Bastard und Mobb Deep. Ol’ Dirty Bastard starb im Jahr 2004 und ist auf dem Album Rapper’s Delight als „Dirt McGirt aka Ol’ Dirty Bastard“ vertreten. Die Mitglieder des Duos Mobb Deep sind nicht gemeinsam, sondern nur getrennt auf der CD vertreten: Prodigy auf Don’t Do It und Havoc auf Hollow Tips.

## Stil

### Musik
Auf ihrem Debütalbum setzt Melbeatz auf Samples, die an den Synthie-Sound der 1980er Jahre erinnern, beispielsweise bei dem Lied Intro. Auf demselben Stück rappt Kool Savas einen stark an Beatboxing orientierten Text.
Oftmals wurden pro Song mehrere Platten gesamplet, um dadurch einen eigenen Sound zu kreieren. Auf Oh Oh wurde Violine von der Miri Ben-Ari eingespielt. Dabei werden auf Real recognize Real sowie Mel + Eiz Air Stilbrüche begangen, indem nach der ersten Strophe ein anderer Beat benutzt wird.
Die Beats einzelner Stücke, beispielsweise Mel + Eiz Air, Sommer unseres Lebens, Mehr von dir und Kein Wort sollten ursprünglich für Stücke für das Ende 2003 geplante Debütalbum von Valezka verwendet werden, ehe diese zusammen mit Eko Fresh Optik Records überraschend verließ. Das Album wurde somit nie veröffentlicht.
Auf Rapper’s Delight sind mit Check it out FM, Vorstadtpoeten, M.E.L., Malakas und R&B insgesamt fünf Skits vertreten, wie sie für Alben aus dem Hip-Hop-Genre typisch sind. Check it out FM ist ein Ausschnitt aus einer Radiosendung, in der Melbeatz zu Gast war und in dem die Single-Auskopplung OK! angekündigt wurde. Bei Vorstadtpoeten ist ein Streitgespräch zwischen Olli Banjo und DJ Katch zu hören.

### Texte
Die meisten Stücke sind sowohl text- als auch genremäßig dem Battle-Rap zuzurechnen. Eine Art „roter Faden“ vieler Liedtexte lässt sich darin erkennen, dass Melbeatz von den jeweiligen Künstlern als die „Allergrößte“ präsentiert wird. Beispiele hierfür finden sich in Intro („Optik Records presents: Deutschlands Königin Melbeatz! […] die erste deutsche weibliche Produzentin! […] von ihr M-E-L-B-E-A-T-Z O-P-T-I-K’s first lady, ok ihr wisst es, das ist der Shit, den ihr kauft, den ihr pumpt, den ihr liebt, den ihr braucht, Deutschland dreht durch, tickt aus, dreht ab zu dieser LP mit Beatz von ner Frau“, OK!; „Typ, du kannst dir nicht leisten, uns beide zu featuren, du kriegst kein Discount wie Mel, mit deinen billigen Beats man“ und Outro „Melbeatz, die Queen of Beats, vereint auf diesem Shit Emcees und Gees. Hör’ die alle an, bis du Krisen schiebst […] Die unglaubliche, unfassbare unaufhaltbare Melbeatz!“)
In Kein Wort und Mehr von dir geht es um Liebe. Während in Ersterem Schüchternheit und mangelnder Mut der Flamme seine Liebe zu gestehen, thematisiert wird, handelt Letzteres von einer Beziehungskrise. Xavier Naidoo besingt in „Dieses Mal (Sommer unseres Leben)“ Jugendliche, die auf die schiefe Bahn geraten sind. In Mel + Eiz Air geht es in der ersten, von Mieze gesungenen Strophe um Sehnsucht, anschließend ist eine fiktive Fluglinie Gegenstand des Liedes.

## Illustration
Das Coverfoto stammt von Katja Kuhl. Auf ihm erscheint Melbeatz auf dem Bauch liegend auf einem Bett, dessen Laken optisch wie ihr Music Production Center aussieht. Ihren Kopf stützt sie auf die linke Hand, die Beine hat sie angewinkelt. Sie trägt weiße Turnschuhe mit offenen Schnürsenkeln. Der Hintergrund ist komplett schwarz. In der linken oberen Ecke steht in großen schwarzen Lettern mit weißem Rand Melbeatz, darunter in kleinerer, weißer Schrift der Albumtitel Rapper’s Delight. Beide Schriftzüge erscheinen etwas „pixelig“.
Auch das Booklet ist komplett schwarz gehalten, die Schrift ist weiß und wie auf dem Cover leicht pixelig. Auf der Rückseite des Booklets ist ein Poster zu erkennen, das dem Cover ähnelt, auf dem die Künstlerin jedoch in einer veränderten Pose zu sehen ist.

## Rezeption

### Erfolg
Das Album stieg am 21. Juni 2004 auf Platz 32 der deutschen Charts ein, in denen es sich zwei Wochen halten konnte. Die Single OK! belegte am 10. Mai desselben Jahres Platz 25 der Single-Charts und hielt sich dort sechs Wochen.

### Kritik
Das Album erhielt überwiegend gute Kritiken. L.A. Reid, Geschäftsführer der Plattenfirma Island Def Jam Records, fand besonders am Stück Killa großen Gefallen und gab die CD der Hip-Hop-Abteilung des Labels, von der sie ebenfalls gut aufgenommen wurde. Erstaunt waren sie, nachdem sie darüber unterrichtet worden waren, dass die CD von einer weiblichen Person produziert wurde.
Auch auf laut.de fiel die Plattenkritik positiv aus. Dort erreichte Rapper’s Delight sowohl in der Leser- als auch in der Redaktions-Wertung vier von fünf Punkten. Kritisiert wurden lediglich das Stück Mel + Eiz Air aufgrund des inhaltlichen Stilbruchs und Killa, das als „lahm und lustlos“ beschrieben wird.

„Savas’ Freundin liefert hier Hits und Beats am Fließband, die unterschiedlicher nicht sein könnten. OK!, die bouncende Bongo-Kollabo von Samy Deluxe und Kool Savas, besitzt jetzt schon Klassiker-Status, das Kanye West-Feature bei Oh Oh ist auf dem besten Weg dorthin. […] Im Gedächtnis bleibt aus Savas’ Posse ohnehin nur der anfangs erwähnte Illmatic und sein Outro. Moses Pelhams Lieblingsrapper blüht an der Seite von seinem Sonnenfreund Kool Savas merklich auf und macht Lust auf mehr. Wann kommt endlich das neue Album, Terence Ill? Bei Melbeatz hat sich die Geduld jedenfalls gelohnt.“

backspin.de bewertete das Album ebenfalls positiv:

„Schon im Vorfeld zeichnete sich ab, dass dieses Album wohl eine Sensation würde. […] Überhaupt finden sich auf Rappers Delight keinerlei Ausfälle – auch wenn zumindest mich die Nummer mit Ol’ Dirty Bastard nicht gerade überzeugen kann. Bleibt eigentlich nur noch die Frage, ob die Scheibe hier auch in Sachen Verkäufe ein Hit wird, hatten es doch Produzentenalben und auch Compilations bisher hierzulande immer recht schwer.“

### CD-Kritiken
- Kritik auf laut.de
- Kritik auf backspin.de
- Kritik auf RapCheck.de

### Interviews
- Interview mit mzee.com
- Interview auf urbansmarts.com
- Interview auf hiphop.de
- Interview auf forehiphop.de